# Józefat Nowiński
Józefat Nowiński (ur. 26 listopada 1863, Hordijówka, zm. 21 lipca 1906, Warszawa) – polski krytyk literacki, poeta i prozaik.

## Publikacje
Beletrystyka
- Świekra i inne nowelle. Warszawa: Księgarnia Dubowskiego i Gajewskiego, 1897. Brak numerów stron w książce (Świekra, Wróbel, Przeszłość, Podwójne bogactwo, Współlokator)
- Biała gołąbka. Poemat dramatyczny w 5 aktach. Warszawa: Redakcja „Gazety Polskiej”, 1899. Brak numerów stron w książce
- Życie i marzenie. Powieść współczesna. Lwów: Towarzystwo Wydawnicze, 1902. Brak numerów stron w książce
- Ku bytowi. Lwów, Warszawa: H. Altenberg, E. Wende, 1906. Brak numerów stron w książce

Szkice literackie
- Sienkiewicz. Warszawa: Gebethner i spółka, 1901. Brak numerów stron w książce
- Stanisław Przybyszewski. Warszawa: Księgarnia Konstantego Treptego, 1902. Brak numerów stron w książce